# Java (île)
Pour les articles homonymes, voir Java.
 (novembre 2016).
Si vous disposez d'ouvrages ou d'articles de référence ou si vous connaissez des sites web de qualité traitant du thème abordé ici, merci de compléter l'article en donnant les références utiles à sa vérifiabilité et en les liant à la section « Notes et références ».
Java, en indonésien Jawa, Djawa jusqu'à la réforme orthographique de 1972, est une île du Sud-Ouest de l'Indonésie faisant partie de l'Insulinde. Elle se situe en mer de Java, qui la baigne à l'ouest (détroit de la Sonde) et au nord. Elle est aussi bordée à l'est par la mer de Bali et au sud par l'océan Indien. Elle est entourée par les îles de Sumatra au nord-ouest, Bali à l'est et Bornéo au nord.
Son nom viendrait du sanskrit Javadvipa, « l'île du millet ». C'est sous ce nom que l'île est en effet désignée dans l'épopée indienne du Ramayana (écrite entre le IIIe siècle av. J.-C. et le IIIe siècle apr. J.-C.).
Les ancêtres austronésiens des Javanais ont quitté les plaines alluviales du littoral de la Chine du Sud vers 3000 av. J.-C. À cette époque, ils pratiquaient déjà la culture du millet.
Ce n'est que plus tard que la culture du riz aurait été introduite à Java. L'ethnologue Louis Berthe attribue le développement des royaumes centralisés de Java au VIIIe siècle au développement de la riziculture irriguée. À ce jour[Quand ?], l'archéologie n'a encore rien pu démontré concernant le passage du millet au riz à Java, et en Indonésie en général.
L'ancienne capitale de l'Indonésie, Jakarta, est située sur la côte nord de Java, dans sa partie ouest.
Surabaya (2e ville d'Indonésie), Bandung (3e ville, siège de la conférence de Bandung en 1955) et Semarang (5e) se trouvent également sur l'île de Java. Surabaya et Semarang sont aussi situées sur la côte nord.
Trois villes javanaises sont encore le siège de cours royales et princières : Cirebon dans l'ouest, Surakarta (encore appelée Solo) et Yogyakarta dans le centre.
En 1905, le gouvernement colonial néerlandais avait lancé une politique encourageant des habitants de Java à s'installer dans d'autres îles moins peuplées. Le gouvernement de l'Indonésie indépendante a poursuivi ce programme dit de « transmigrasi ». Les résultats en sont mitigés selon les régions. La transmigrasi dans la province de Lampung, dans le sud de Sumatra, est généralement considérée comme une réussite. Dans d'autres régions, notamment sur l'île de Bornéo, elle a souvent provoqué des conflits entre habitants d'origine et transmigrants. Le gouvernement indonésien a mis fin à la politique de transmigrasi en 2002.

## Géographie
Avec près de 151 millions d'habitants, soit près de 60 % des quelque 278 millions que compte l'archipel indonésien, Java est l'île la plus peuplée du monde. En 2010, sa population, alors de 136 millions d'habitants, atteignait une densité de l'ordre de 1 064 habitants/km2.
L'île s'étire d'est en ouest sur plus de 1 050 km, pour une superficie de 128 300 km2 avec l'île voisine de Madura et d'autres petites îles. Son climat est équatorial.

## Divisions administratives
Le code ISO 3166-2:ID de Java est JW. Java est divisée en 4 provinces (propinsi) et 2 territoires spéciaux :
Provinces :
- Banten, capitale Serang
- Jawa Barat (Java occidental), capitale Bandung
- Jawa Tengah (Java central), capitale Semarang
- Jawa Timur (Java oriental), capitale Surabaya.

Territoires spéciaux:
- territoire spécial de Yogyakarta
- Daerah Khusus Ibukota (« territoire spécial de la capitale ») ou DKI Jakarta

Les provinces de Java sont issues du regroupement des anciennes residenties néerlandaises, elles-mêmes correspondant à d'anciens États indigènes, comme le sultanat de Cirebon ou le royaume de Surakarta, ou à des provinces de ces royaumes. Les residenties, administrées par un resident, regroupaient des regentschapen, à la tête desquels le gouvernement colonial mettait un regent ou préfet, choisi dans la noblesse de robe javanaise. Le gouvernement indonésien a dissous les residenties dans les années 1950 mais a conservé les regentschapen, qu'il a rebaptisées kabupaten.
Yogyakarta, ancienne capitale du sultanat du même nom, doit le statut de son territoire spécial au rôle joué par son roi, le sultan Hamengkubuwono IX, lors du conflit qui a opposé de 1945 à 1949 la république d'Indonésie récemment indépendante à l'ancienne puissance coloniale, les Pays-Bas. « Jogja », comme on l'appelle familièrement, a même été la capitale provisoire de l'Indonésie de 1946 à 1949 parce que les Néerlandais occupaient alors Jakarta. Traditionnellement, le gouverneur est le sultan, actuellement Hamengkubuwono X.
La province de Banten a été créée en 2000. Depuis la démission de Soeharto, de nombreuses régions d'Indonésie réclament le statut de province sur la base d'arguments historiques ou culturels. Au XVIIe siècle, Banten était un sultanat prospère, auquel les Néerlandais finissent par imposer leur suzeraineté. En 1813, Banten est intégrée au territoire des Indes néerlandaises. Son dernier sultan est envoyé en exil à Surabaya par les Néerlandais en 1832. L'ancienne capitale de Banten n'est plus qu'un gros bourg de pêcheurs.

## Population et société

### Langues

Carte linguistique de Java.

Outre la langue nationale de l'Indonésie, l'indonésien, on parle à Java les langues régionales suivantes : le betawi (un créole malais parlé par les Jakartanais « autochtones »), le javanais proprement dit, le soundanais dans la partie ouest, et le madurais dans l'île de Madura et une partie de l'est de Java.
Ces langues appartiennent toutes à la famille austronésienne.

### Groupes ethniques
| Groupe ethnique     | Population  | %      |
| ------------------- | ----------- | ------ |
| Javanais            | 75 732 945  | 55,44% |
| Soundanais          | 35 208 427  | 25,77% |
| Betawi              | 6 751 142   | 4,94%  |
| Madurais            | 6 670 982   | 4,88%  |
| Banten              | 4 413 063   | 3,23%  |
| Cirebon             | 1 862 560   | 1,36%  |
| Chinois d'Indonésie | 1 466 797   | 1,07%  |
| Autres              | 4 504 674   | 4,30%  |
| Total               | 136 610 590 | 100%   |

## Culture

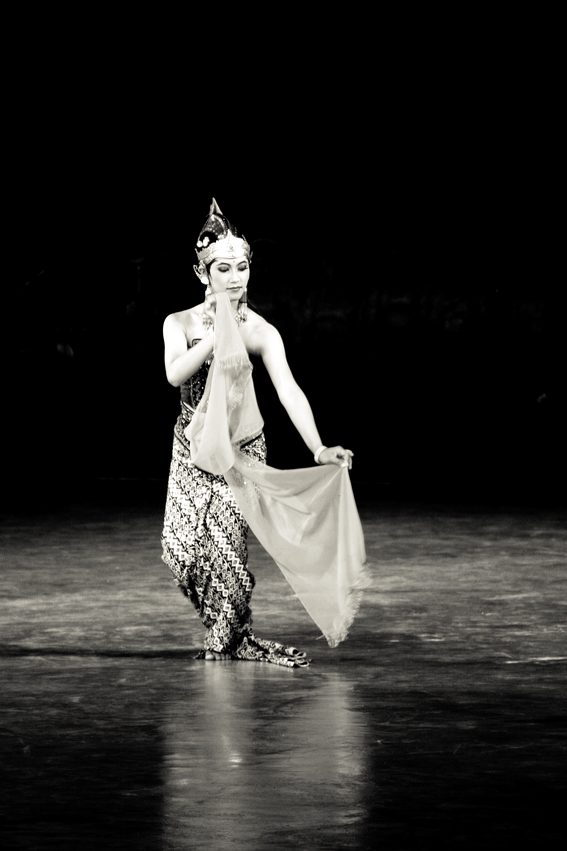
La princesse Sitâ, dans une version dansée javanaise du Ramayana.

Pour décrire la culture traditionnelle à Java, il faut distinguer différentes dimensions.
Il y a d'abord le découpage « ethnique » : face à la culture javanaise proprement dite, les Sundanais de l'ouest de Java, les Betawi de Jakarta et les Madurais de l'île voisine affirment une identité distincte, fondée notamment sur la langue. Mais dans l'ouest de l'île, Banten, de langue soundanaise, et Cirebon où l'on parle un dialecte javanais, ainsi que Java oriental, également de langue javanaise, revendiquent aussi une culture distincte. En outre, il faut distinguer la culture du Pasisir (la côte nord de Java) de celle de l'intérieur représentée surtout par les anciennes capitales royales que sont Surakarta et Yogyakarta. Enfin, les régions « intermédiaires », comme le pays de Banyumas, qui marque la transition entre le pays Sunda et Java, ou la région de Banyuwangi, héritière de l'ancienne principauté hindouiste de Blambangan et longtemps sous influence balinaise, ont leur caractère propre.
Voir aussi : Batik ~ Gamelan ~ Kriss ~ Sunda

## Religions et croyances

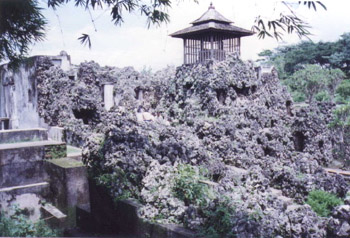
Le lieu de méditation de Sunyaragi à Cirebon.

Le mot kejawen (de Jawi, « Java ») désigne un ensemble d'éléments considérés comme propres à la culture javanaise. Il inclut des croyances et des pratiques antérieures à l'islam, qu'on pourrait qualifier de « religion traditionnelle » javanaise et qu'on appelle kebatinan (de l'arabe bathin, « intérieur, spirituel »). La loi indonésienne ne reconnaît pas le kejawen comme religion. Les Sundanais aussi maintiennent une tradition de croyances et de pratiques antérieures à l'islam.
La majorité des Javanais au sens ethnique sont vraisemblablement musulmans, mais il n'existe aucune statistique sérieuse sur cette question. Les autres groupes ethniques de Java : Betawi (Jakartanais « autochtones »), Madurais et Soundanais, sont traditionnellement à majorité musulmane. Il existe encore quelques enclaves d'hindouisme à Java : dans la région de Banyuwangi, où vit une population appelée Osing, dans le massif montagneux du Tengger autour du volcan Bromo, et sur le flanc ouest du volcan Lawu à l'est de Solo. Parmi les Javanais « de souche », le bouddhisme est marginal. Les Indonésiens d'origine chinoise sont généralement confucianistes ou chrétiens.
On ne connaît pas encore très bien les circonstances qui ont amené à l'introduction de concepts et de modèles culturels et religieux indiens à Java. On peut seulement constater leur présence au moins dès 450 apr. J.-C., par une inscription en sanscrit et en écriture pallava trouvée à l'est de Jakarta. Les derniers princes hindouistes de Java se sont convertis à l'islam en 1770. Sur la côte sud de Java, dans le village de Balekambang, se trouve, à 100 mètres de la plage, un îlot sur lequel on a construit un petit temple hindouiste, sur le modèle de Tanah Lot à Bali.
Il y a eu un royaume bouddhiste dans le centre de Java, qui a construit le temple de Borobudur. Il coexistait avec le royaume shivaite de Mataram qui a construit Prambanan.
Il est impossible de dater l'arrivée de l'islam à Java. Dans un mausolée à Leran près de Surabaya, il y a une stèle musulmane datée de 1082. Sur le site de la capitale du royaume de Majapahit, au sud-ouest de Surabaya, on trouve une série de tombes musulmanes dont la plus ancienne est datée de 1376 et est peut-être celle d'un membre de la famille royale. L'essor de la route de la soie maritime, contrôlée par des marchands musulmans, qui passait par l'archipel indonésien, amène ces marchands musulmans à jeter l'ancre dans les ports de la côte nord de Java. Les princes de ces ports trouvaient avantage à se convertir à l'islam, ce qui leur permettait d'entrer dans ce réseau marchand. Tomé Pires, un apothicaire de Lisbonne qui séjourne à Malacca de 1512 à 1515 (soit juste après la prise de la cité par les Portugais), note que tous les rois de Sumatra sont musulmans mais que ce n'est pas le cas des populations.
Quand on parle de religion, il faut avoir à l'esprit que celle-ci est observée par les souverains et leur entourage immédiat. La population, notamment dans les campagnes, est imprégnée de croyances et pratique des rites antérieurs à l'arrivée du bouddhisme, de l'hindouisme et de l'islam. Dans le cas de l'islam, on voit qu'entre la date de 1082 pour la stèle de Leran et celle de 1770 pour la conversion du dernier prince hindouiste de Blambangan, sa diffusion est un long processus, d'autant plus qu'il y a toujours aujourd'hui à Java des populations restées hindouistes.
Ce sont les Néerlandais qui introduisent le christianisme à Java, dans les villes où ils résident. La plus ancienne église de Java est la Gereja Sion à Jakarta, construite en 1695. Un métis, Coenrad Laurens Coolen, fonde en 1827 à Java oriental un village chrétien en marge de la communauté chrétienne de Surabaya. En 1855, un Javanais du nom de Tulung Wulung se convertit au protestantisme et voyage à travers Java pour évangéliser, contre l'avis des missionnaires et des autorités néerlandaises. Le cas le plus fameux est celui de Sadrach, un Javanais disciple de Tulung Wulung qui prend la tête d'une communauté chrétienne en 1876. Ces Javanais diffusent un christianisme lié au défrichement dans une Java encore couverte de forêts.
Enfin, il existe encore une synagogue à Surabaya, autour de laquelle se trouve une minuscule communauté juive d'origine irakienne.

## Histoire
En 3000 av. J.-C. migrent des populations du littoral de la Chine du Sud vers Taiwan puis, en 2000 av. J.-C., de Taiwan vers les Philippines, et de là vers Célèbes, Timor et les autres îles de l'archipel indonésien.
Rédigé et assemblé entre les IIIe siècle av. J.-C. et IIIe siècle apr. J.-C., le Ramayana mentionne Yavadvipa, l'île du millet, et au Ier siècle apr. J.-C. il existe à Java un réseau de cités-États portuaires qui commercent avec l’Inde et la Chine.
En 413 apr. J.-C., le moine bouddhiste chinois Faxian séjourne à « Ye-po-ti » (c'est-à-dire Yavadvipa). C'est aussi au Ve siècle apr. J.-C. qu'apparaît le royaume de Tarumanagara dans l'ouest de Java.
L'inscription de Canggal, dans le centre de Java, datant de 732, déclare que le roi Sanjaya de Mataram a érigé un monument pour honorer Shiva. En 778, l'inscription de Kalasan, toujours dans le centre de l'île, mentionne un roi Sailendra qui observe les rites bouddhiques.
Les temples dans le centre de Java, dont Borobudur le bouddhique et Prambanan le shivaite, sont construits aux VIIIe et IXe siècles.
L'autorité du roi Balitung, qui règne de 899 à 910, s'étend sur le centre et l'est de Java en 907. En 928, le roi Mpu Sindok transfère définitivement son palais à Java oriental.
En 1041, une inscription de Java oriental mentionne le roi Airlangga, fils du prince balinais Udayana, et en 1053, l’inscription de Sdok Kok Thom au Cambodge dit que le roi khmer Jayavarman II, qui régna de 802 à 869, établit sa capitale en 802 après s'être libéré de la suzeraineté de « Java ».
Au XIe siècle, le centre du pouvoir passe au royaume de Kediri, puis à celui de Singasari.
Un corps expéditionnaire sino-mongol débarque à Java oriental en 1292 et fonde le royaume de Majapahit, qui contrôle un territoire s'étendant jusqu'au centre de Java.
Aux XIVe et XVe siècles, Majapahit commerce avec le Cambodge, le Champa, la Chine, l'Inde, le Siam, le Vietnam (« Yawana »). L'amiral chinois Zheng He fait plusieurs fois escale dans les ports de Java. De 1333 à 1579 le royaume hindouiste sundanais de Pajajaran à Java occidental contrôle les ports de Banten et Kalapa (la future Jakarta), et en 1478, Majapahit passe sous le contrôle des princes de Kediri. À la fin du XVe siècle, un Chinois musulman du nom de Cek Ko-po fonde Demak sur la côte nord de Java. Ce royaume à dominance musulmane entreprend la conquête du Pasisir.

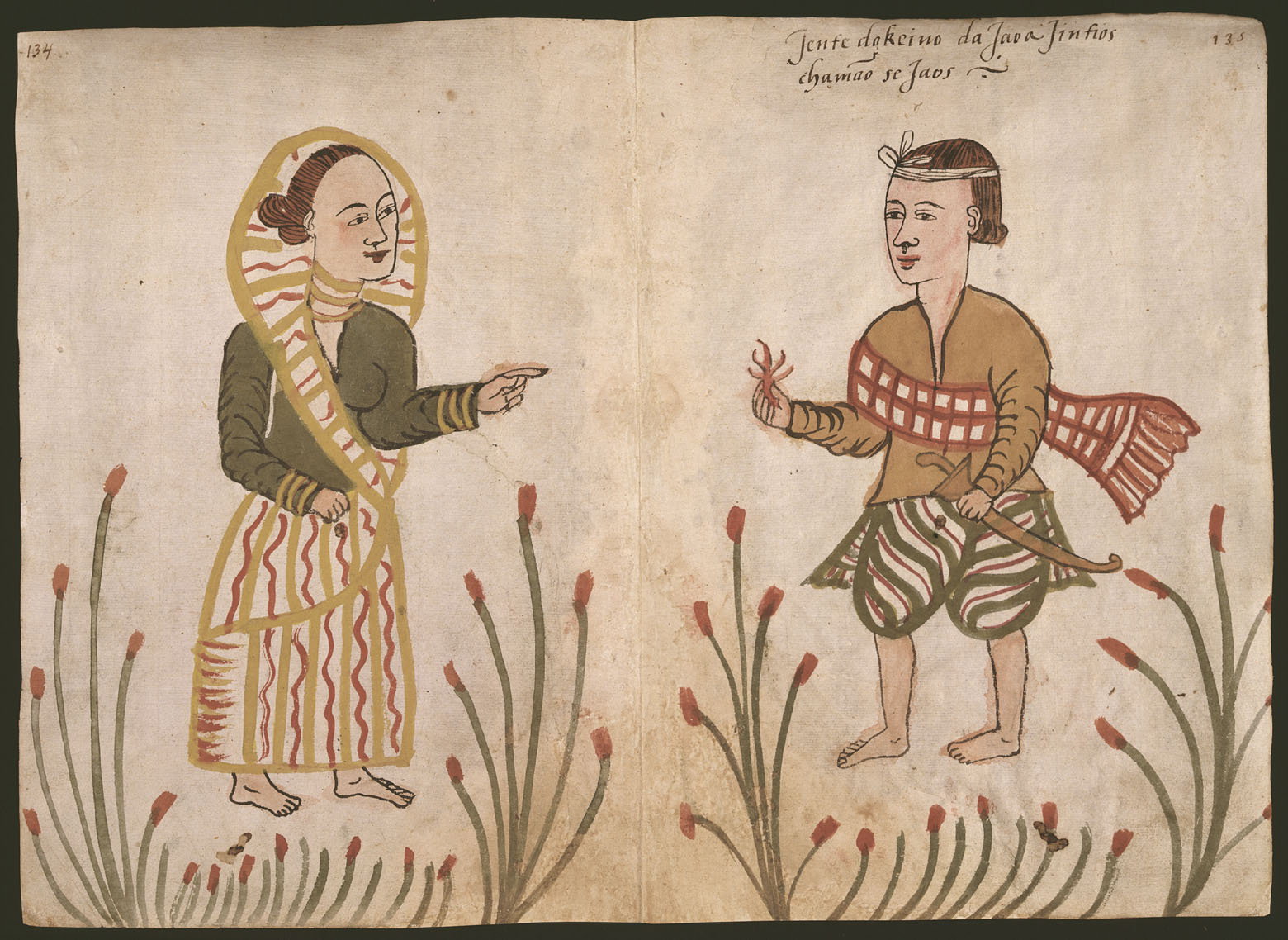
Gravure portugaise des alentours de 1540 tirée du ' montrant un couple javanais.

En 1527, Fatahillah, un prince de Cirebon, conquiert le port de Kalapa et y fonde Jayakarta.
En 1583, Senopati, roi de Mataram entreprend à son tour la conquête du centre de Java et du Pasisir. Cornelis de Houtman fait escale à Banten en 1597.
La VOC (Vereenigde Oostindische Compagnie ou « Compagnie néerlandaise des Indes orientales » conquiert Jayakarta en 1619 et y fonde Batavia.
Le petit-fils de Senopati, qui prit le titre de Sultan Agung (« le grand sultan »), règne de 1613 à 1646. Il s'attaque au reste de Java. et fait deux fois le siège de Batavia, sans succès.
Des guerres de successions éclatent au XVIIe siècle dans le royaume de Mataram. Les rois s'endettent auprès de la VOC en mettant en gage leurs territoires du Pasisir. Début XVIIIe siècle, la VOC établit le Blandong, système de travail forcé pour l'exploitation du teck. En 1755, Mataram est divisé en deux royaumes par le traité de Giyanti : Surakarta et Yogyakarta.
Les Hollandais ont introduit la production de plantes commerciales, dont la canne à sucre, le caoutchouc, le café, le thé et la quinine, à Java pendant ces années coloniales. Le café javanais a été largement plébiscité à la fin du XIXe siècle et au début du XXe siècle. De nos jours, le mot "Java" est souvent utilisé dans la culture anglo-saxonne pour désigner le café.
En 1770, les princes de Blambangan se convertissent à l'islam.
À la suite de sa faillite en 1799, les actifs de la VOC sont repris par le gouvernement des Pays-Bas.
En 1807, durant les guerres napoléoniennes, la Royal Navy attaque les navires militaires néerlandais présents dans l'île. L'île est prise par les troupes britanniques au royaume de Hollande en 1811. Trois ans plus tard, est rendue au royaume uni des Pays-Bas à la suite de la signature du traité anglo-néerlandais de 1814.
En 1825, le prince Diponegoro de Yogyakarta prend les armes contre les Néerlandais. Cette « guerre de Java » prend fin en 1830 (15 000 morts dans l'armée néerlandaise, plus de 200 000 dans la population javanaise sur un peu plus de 4 millions d'habitants).
Au XIXe siècle, les Néerlandais peuvent commencer la mise en valeur économique de l'île. Le gouverneur van den Bosch met en place un système de cultures (cultuurstelsel) forcées; une loi agraire ouvre Java à l'entreprise privée en 1870.

## Transport

Les transports à Java.

Java est, avec Sumatra, la seule île d'Indonésie à posséder un réseau ferré.

## Tourisme
Comme de nombreuses régions d'Indonésie, Java se caractérise par la beauté de ses paysages, l'agrément de son climat, l'originalité de ses cultures. L'île a un beau potentiel touristique, avec ses petites îles paradisiaques au large de sa côte nord telles les îles Seribu, les îles Karimunjawa et les îles Kangean, ses plages de la côte sud, ses vestiges archéologiques dont les plus connus sont les temples de Borobudur, bouddhique, et Prambanan, shivaïte, ses anciennes villes princières comme Cirebon, Surakarta (aussi appelée Solo) et Yogyakarta où se maintient une culture de cour encore bien vivante, ses villages, ses cultures traditionnelles, ses nombreux volcans, ses réserves naturelles dont celle d'Ujung Kulon, où vivent les derniers spécimens de rhinocéros asiatique.
Sur 3,5 millions de visiteurs étrangers ayant séjourné en hôtel en 2004, 90 000 ont séjourné à Yogyakarta, principale destination touristique de Java, contre 1,65 million à Bali et 705 000 à Jakarta.

### Bibliographie

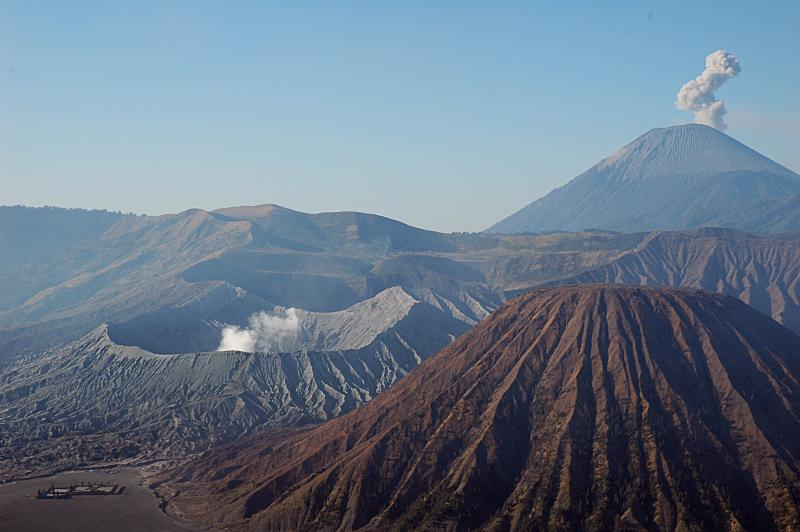
Monts Semeru et Bromo.

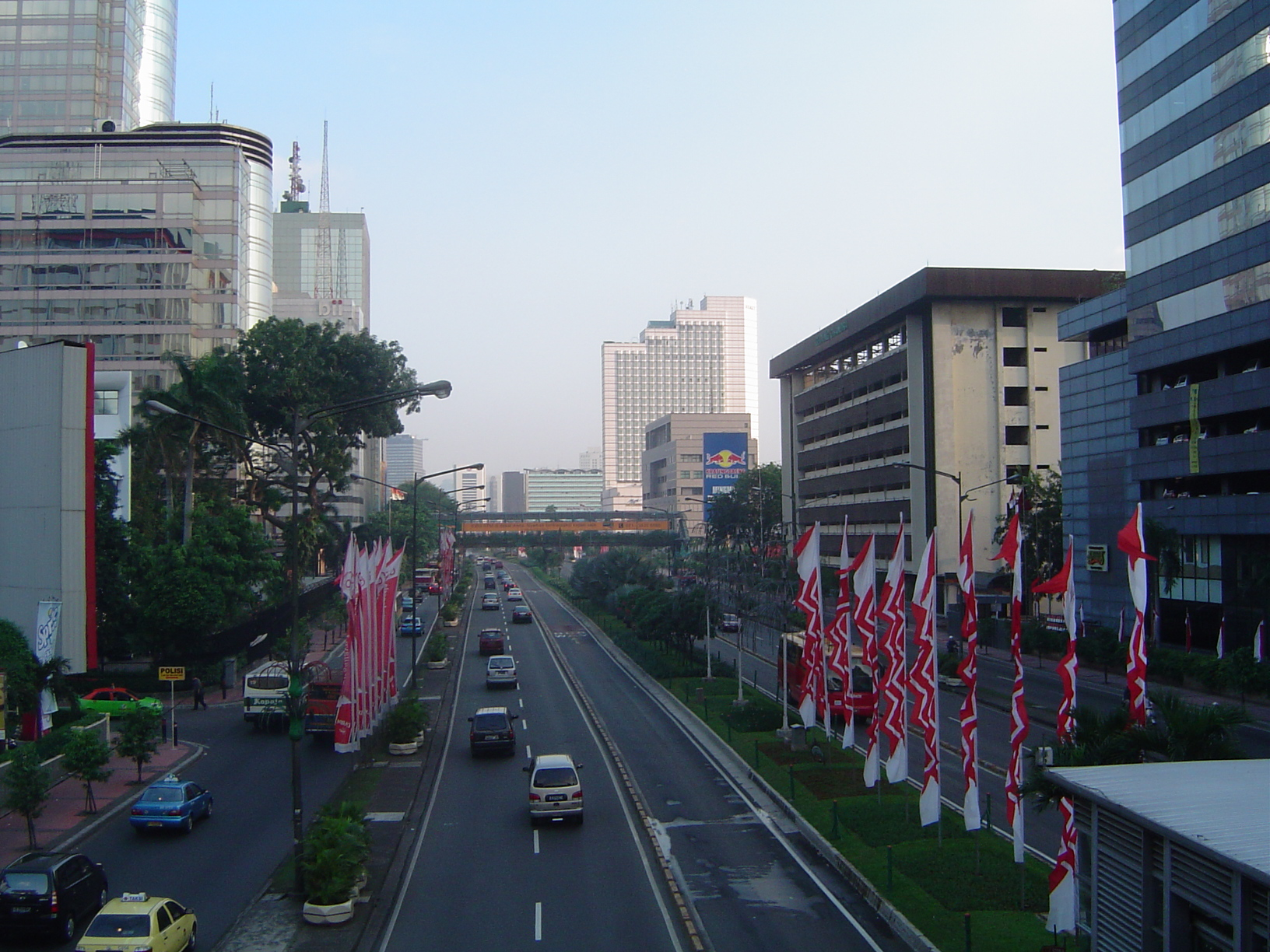
Centre de Jakarta.